# Reinhard Ebersbach
Reinhard Ebersbach (* 11. November 1938 in Schlesien; † 29. März 2024) war ein Politiker der SPD und von 1969 bis 1993 Bürgermeister sowie erster Oberbürgermeister von Überlingen.
In Schlesien geboren studierte Reinhard Ebersbach nach dem Krieg Rechtswissenschaft in Tübingen. Seine Tätigkeit als Assistent beim damaligen Landrat des Kreises Überlingen Karl Schiess brachte ihn schließlich nach Überlingen an den Bodensee. 
Zur Bürgermeisterwahl 1969 in Überlingen entschloss er sich gegen den amtierenden Bürgermeister Wilhelm Schelle zu kandidieren und gewann diese Wahl mit nur 37 Stimmen Vorsprung. Er wurde danach zweimal wiedergewählt. 

## Privates
Reinhard Ebersbach lebte mit seiner Frau Jutta Maria Ebersbach (geborene Lauffs) in Überlingen. Seine beiden Kinder kamen 1970 und 1971 auf die Welt, seine Enkelkinder ab 2000.

## Ehrungen
- 1993: Ehrenbürger von Bad Schandau
- 1994: Verdienstkreuz am Bande der Bundesrepublik Deutschland
- 2019: Ehrenvorsitzender des DRK Ortsvereins Überlingen e.V.